# Naučná stezka kolem Zelené hory
Naučná stezka kolem Zelené hory je dvojice okruhů naučných stezek ve Žďáru nad Sázavou. První vede okolo Bránského rybníka, druhý kolem Konventského rybníka. Ke slavnostnímu otevření došlo 1. dubna 2011, v roce 2025 proběhla její rekonstrukce.

## Okruh A
Okruh A je dlouhý cca 2,3 km, prochází okolo Bránského rybníka a nachází se zde 5 zastavení. Tematicky je zaměřen na pověsti kraje a představuje dvojici staveb Jana Blažeje Santiniho Aichla – dvůr Lyra a Dolní hřbitov.
Začíná u žďárského zámku, odkud pokračuje Santiniho ulicí (silnice I/37) směrem do centra města, ale po chvíli odbočuje vlevo na chodník směrem na Zelenou horu. Hned za přechodem přes Stržský potok se stáčí doprava a po mostě znovu přechází přes potok. Vychází zpět na Santiniho ulici, dává se doleva a po ulici jde až na místo křižovatky se Sychrovou ulicí. Tady Santiniho ulici přechází směrem doprava a pokračují ulicí U Taferny. V místě, kde ulice zatáčí do ulice Purkyňova vede rovně po chodníku a mostech přes Sázavu. Za druhým mostem zahýbá vpravo a obchází rybník i dvůr. Na konci cesty odbočuje vpravo do Dvorské ulici. Kousek za mostem přes Sázavu zatáčí vlevo, obchází hřbitov na parkoviště u TOKOZu, kde se stáčí na Santiniho ulici a směrem vpravo se vrací k zámku.
Zastavení:
- Barokní most ve Žďáru nad Sázavou
- Bylo nebylo ...
- Bránský rybník
- Hospodářský dvůr Lyra
- Dolní hřbitov

## Okruh B
Okruh B je cca 2,6 km dlouhý, vede okolo rybníka Konvent a nachází se na něm 5 zastavení. Tematicky se zaměřuje na ochranu přírody a krajiny, ale také na zbývají žďárské santiniho památky.
Začíná u žďárského zámku a část cesty má totožnou s prvním okruhem. Na rozdíl od okruhu A se nestáčí zpět na Santiniho ulici, ale pokračuje rovně k Zelené hoře. Ještě dvakrát přechází přes potok a za druhým (celkově třetím) přechodem zatáčí vlevo na silničku k autobusové zastávce za hřbitovem u kostela na Zelené hoře. Přibližně ve třech čtvrtinách cesty zatáčí doleva a dále obchází rybník, protíná PP Louky u Černého lesa, přičemž znovu vede přes Stržský potok. Při obcházení rybníka se stáčí zpátky k zámku a nad zahrádkářskou kolonií doprava na silničku, která ji přivádí na Santiniho ulici, kde zabočuje doleva zpátky k zámku.
Zastavení:
- Evropsky významná lokalita Louky u Černého lesa
- Přírodní památka Louky u Černého lesa
- Historie zámku Žďár nad Sázavou
- Poutní kostel sv. Jana Nepomuckého na Zelené hoře
- Zámek Žďár nad Sázavou – bývalý cisterciácký klášter